# Eleições parlamentares europeias de 1989 (Irlanda)
As eleições parlamentares europeias de 1989 na Irlanda, realizadas a 15 de Junho, serviram para eleger os 15 deputados do país para o Parlamento Europeu. 

## Resultados Nacionais
| Partido                 | Partido                   | Votos     | %             | +/-  | Deputados | +/-     |
| ----------------------- | ------------------------- | --------- | ------------- | ---- | --------- | ------- |
|                         | Fianna Fáil               | 514 537   | 31,5 / 100,0  | 7,7  | 6 / 15    | 2       |
|                         | Fine Gael                 | 353 094   | 21,6 / 100,0  | 10,6 | 4 / 15    | 2       |
|                         | Democratas Progressistas  | 194 059   | 12,0 / 100,0  | Novo | 1 / 15    | Novo    |
|                         | Partido Trabalhista       | 155 572   | 9,5 / 100,0   | 1,2  | 1 / 15    | 1       |
|                         | Partido dos Trabalhadores | 124 679   | 7,7 / 100,0   | 3,4  | 1 / 15    | 1       |
|                         | Partido Verde             | 61 041    | 3,7 / 100,0   | 3,2  | 0 / 15    | Estável |
|                         | Fianna Fáil Independente  | 52 852    | 3,2 / 100,0   | 0,3  | 1 / 15    | 1       |
|                         | Sinn Féin                 | 35 923    | 2,2 / 100,0   | 2,7  | 0 / 15    | Estável |
|                         | Independente              | 140 971   | 8,6 / 100,0   | 0,9  | 1 / 15    | Estável |
| Votos inválidos         | Votos inválidos           | 42 391    | 2,6 / 100,0   | 0,2  |           |         |
| Total                   | Total                     | 1 675 119 | 100,0 / 100,0 |      | 15 / 15   |         |
| Eleitorado/Participação | Eleitorado/Participação   | 2 451 684 | 68,3 / 100,0  | 20,7 |           |         |